# محمدي عيسى
الشهيد محمدي عيسى، واحد ممن سقطوا في سبيل تحرير الجزائر من مخالب الاستعمار الفرنسي الغاشم، ليكون واحدا من بين المليون والنصف المليون شهيد الذين ضحوا يحياتهم في سبيل ان تحيا الجزائر حرة مستقلة. وأول شهيد يسقط في تلك المنطقة، التي وقعت فيها معركة كبيرة دامية الوطيس، والتي قتل فيها المجاهدين 48 جنديا فرنسيا.
ولد «الشهيد محمدي عيسى» عام 1936م بقرية أولاد سيدي سليمان التابعة لبلدية عين بسام في ولاية البويرة حاليا.
عمل مسبلا في صفوف جيش التحرير الوطني بداية من عام 1955 م ينقل الأخبار ويؤمن المؤونة لجيش التحرير. وفي يوم من شهر نوفمبر من عام 1957 كان فيه المجاهدون في قرية أولاد سيدي سليمان واوكلت اليه مهمة الحراسة هو واثنين من اصدقائه. وكانت مهمته حراسة القرية من أعلى جبال مقبرة سيدي سليمان، وفي أثناء حراسته فوجئ بجيش من العدو الفرنسي يخرج من الغابة متجها نحو القرية لمباغتة المجاهدين، وحين رآهم نادى بأعلى صوته «يا البقر البقر» وكانت هذه العبارة واحدة من كلمات السر التي يطلقها المجاهدين عن العدو. وكرر النداء واسرع راكضا إلى القرية ليخبر المجاهدين ولكن رصاصات العدو كانت اسرع منه ليسقط شهيدا. ويفدي المجاهدين والوطن بدمه.
لحقت به امه تالي فاطنة واخوه الصغير محمدي اعمر سنتين من بعد أي في سنة 1959م في هجوم على القرية بمساعدة من الحركى.
وبعد الاستقلال نقل جثمان الشهداء الثلاثة إلى مقبرة الشهداء ببلدية سيدي يحيى.
ونقش اسم الشهيد مع اصدقائه الشهداء في النصب التذكاري قبالة بلدية عين بسام.